# Fort McKinley
Fort McKinley è una comunità non incorporata degli Stati Uniti d'America, situata nello stato dell'Ohio, nella contea di Montgomery.